# Randenbahn
| Streckennummer (DB): | 4321                    |                               |                               |
| Kursbuchstrecke (DB): | 308e (1944) 304e (1946) |                               |                               |
| Streckenlänge: | 14,31 km                |                               |                               |
| Spurweite: | 1435 mm (Normalspur)    |                               |                               |
| Maximale Neigung: | 25 ‰                    |                               |                               |
| Minimaler Radius: | 220 m                   |                               |                               |
| |                         |                               |                               |
| \| \| \| von Konstanz \| \| \| \| \| von Etzwilen \| \| \| \| 0,00 \| Singen (Hohentwiel) \| 434 m \| \| \| \| nach Basel Bad Bf \| \| \| \| \| nach Offenburg \| \| \| \| 0,60 \| \| \| \| \| 1,10 \| Offenburg–Singen (Hohentwiel) \| Offenburg–Singen (Hohentwiel) \| \| \| 3,30 \| Twielfeld \| Twielfeld \| \| \| 5,20 \| Hilzingen \| 459 m \| \| \| 7,40 \| Riedheim \| Riedheim \| \| \| 9,90 \| Bundesstraße 314 \| Bundesstraße 314 \| \| \| 10,00 \| Wirtschaftsweg \| Wirtschaftsweg \| \| \| 10,50 \| Storzeln \| Storzeln \| \| \| 12,70 \| Bieberbach \| Bieberbach \| \| \| 13,10 \| Binningen \| 492 m \| \| \| 13,50 \| Riedgraben \| Riedgraben \| \| \| 14,31 \| Beuren-Büßlingen \| 493 m \| |                         |                               |                               |
| Strecke |                         | von Konstanz                  | von Konstanz                  |
| Abzweig geradeaus und von links |                         | von Etzwilen                  | von Etzwilen                  |
| Bahnhof | 0,00                    | Singen (Hohentwiel)           | 434 m                         |
| Abzweig geradeaus und nach links |                         | nach Basel Bad Bf             | nach Basel Bad Bf             |
| Abzweig ehemals geradeaus und nach links |                         | nach Offenburg                | nach Offenburg                |
| Brücke (Strecke außer Betrieb) | 0,60                    |                               |                               |
| Kreuzung geradeaus oben (Strecke geradeaus außer Betrieb) | 1,10                    | Offenburg–Singen (Hohentwiel) | Offenburg–Singen (Hohentwiel) |
| Haltepunkt / Haltestelle (Strecke außer Betrieb) | 3,30                    | Twielfeld                     | Twielfeld                     |
| Bahnhof (Strecke außer Betrieb) | 5,20                    | Hilzingen                     | 459 m                         |
| Bahnhof (Strecke außer Betrieb) | 7,40                    | Riedheim                      | Riedheim                      |
| Brücke (Strecke außer Betrieb) | 9,90                    | Bundesstraße 314              | Bundesstraße 314              |
| Brücke (Strecke außer Betrieb) | 10,00                   | Wirtschaftsweg                | Wirtschaftsweg                |
| Bahnhof (Strecke außer Betrieb) | 10,50                   | Storzeln                      | Storzeln                      |
| Brücke über Wasserlauf (Strecke außer Betrieb) | 12,70                   | Bieberbach                    | Bieberbach                    |
| Bahnhof (Strecke außer Betrieb) | 13,10                   | Binningen                     | 492 m                         |
| Brücke über Wasserlauf (Strecke außer Betrieb) | 13,50                   | Riedgraben                    | Riedgraben                    |
| Kopfbahnhof Streckenende (Strecke außer Betrieb) | 14,31                   | Beuren-Büßlingen              | 493 m                         |

Die Randenbahn war eine Nebenbahn in Baden-Württemberg. Sie verlief von Singen (Hohentwiel) nach Beuren-Büßlingen.

## Geschichte
Die Strecke wurde am 21. November 1913 durch die Badische Staatsbahn auf Grundlage eines badischen Gesetzes vom 2. September 1908 eröffnet. Der Name bezieht sich auf den Randen, ein Jura-Tafelgebirge, das über 900 Meter hoch ist und die Schwäbische Alb mit dem Schweizer Jura verbindet.
Vom Bahnknotenpunkt Singen im Hegau führte die Bahn in westlicher Richtung im Grenzgebiet zum schweizerischen Kanton Schaffhausen unterhalb von Hohentwiel und Hohenstoffeln bis zu der kleinen Ortschaft Beuren, die heute ein Teil der Stadt Tengen ist.
Die Deutsche Bundesbahn stellte mit Wirkung zum 25. September 1966 den Betrieb ab Hilzingen ein, zum 21. November des gleichen Jahres legte sie auch das Reststück still und baute die Gleise ab.